# 亚西西的圣方济各下层圣殿
43°04′29″N 12°36′20″E / 43.074825°N 12.605566°E

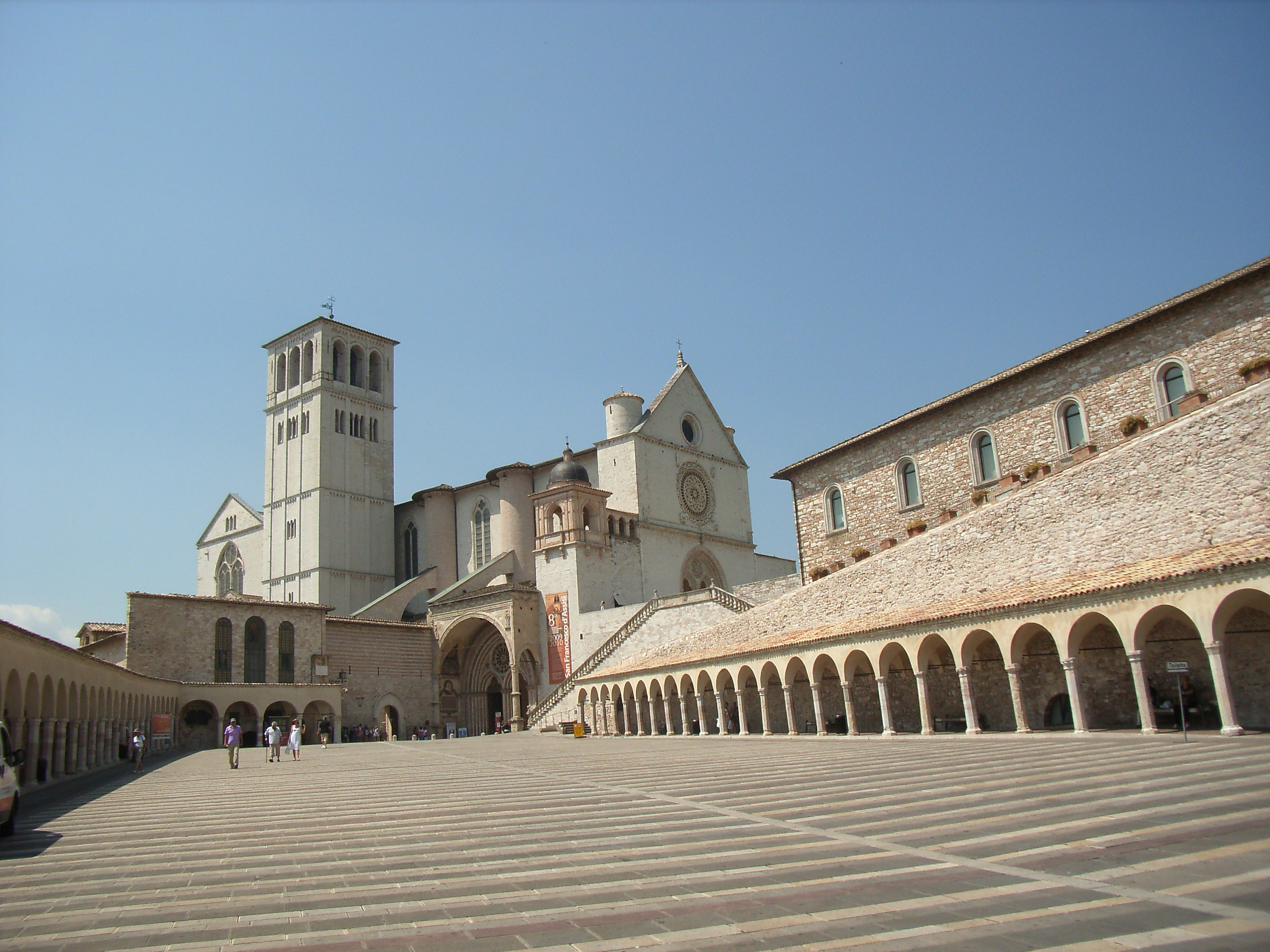
下层圣殿

亚西西的圣方济各下层圣殿（Basilica inferiore di San Francesco d'Assisi）是构成亚西西的圣方济各圣殿的两座建筑之一，另一座建筑是 上层圣殿。此处有安放圣方济各圣髑的墓穴，由14世纪意大利一些伟大的艺术家绘制了精美的湿壁画。入口设于中殿的左侧，位于圣方济各下层大殿广场。

### 中殿

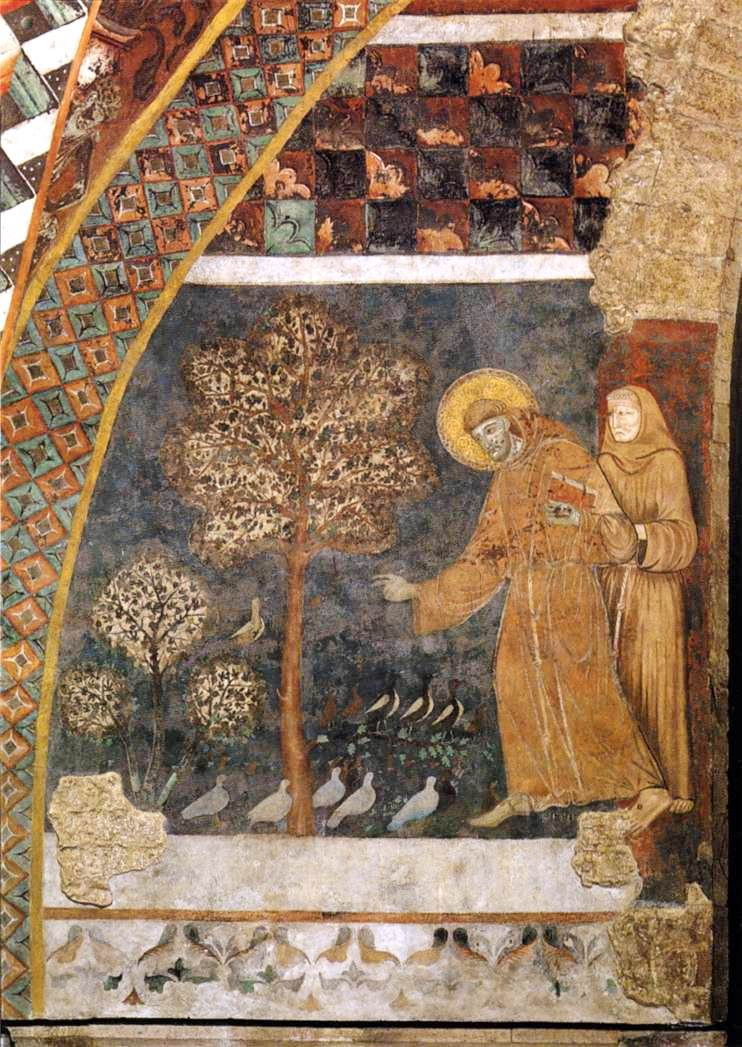

### 右侧小堂

#### 帕多瓦的圣安多尼小堂
第二个小堂为帕多瓦的圣安多尼小堂。

#### 马达肋纳小堂

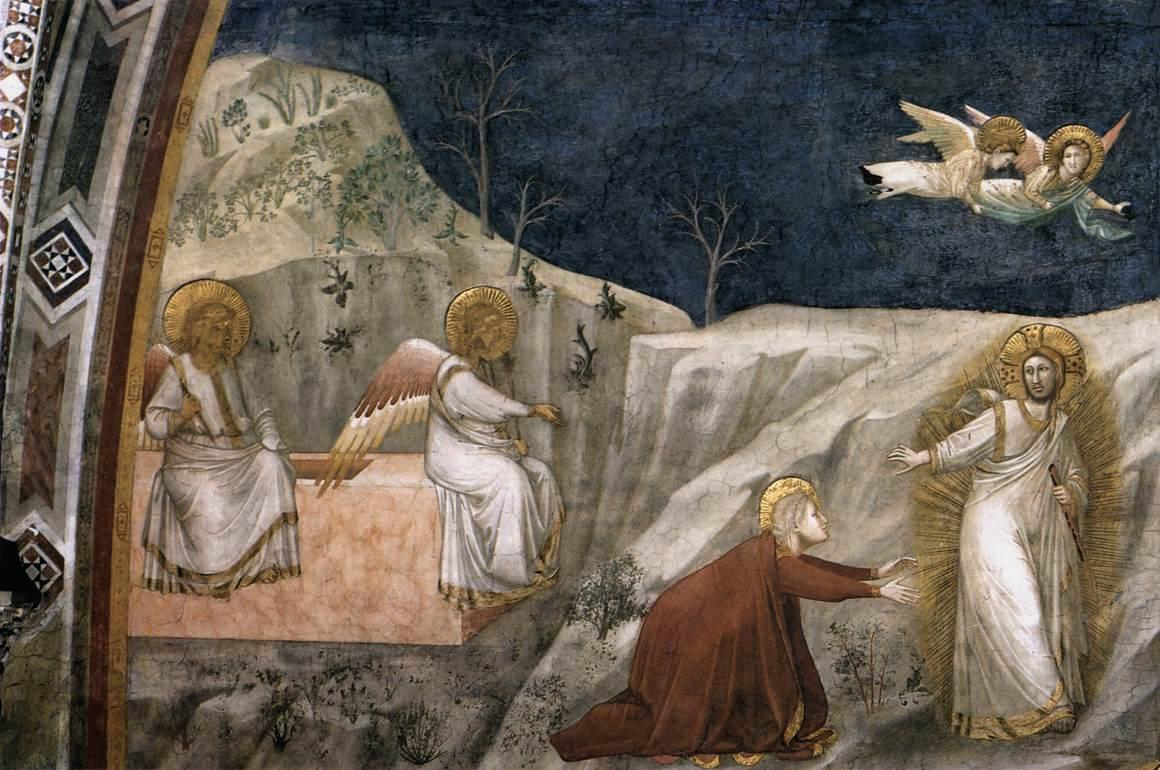
不要摸我

阿西西主教特巴尔多·蓬塔诺于1296至1329年在任，委托乔托及其团队装饰第三座小堂，称为马达肋纳小堂。

### 左侧小堂

#### 圣玛尔定小堂
中殿左侧的第一座小堂是圣玛尔定小堂，在1313-1318年由锡耶纳人西蒙尼·马蒂尼绘制壁画，讲述圣人的生平故事。